# Kochel am See
Kochel am See è un comune tedesco situato nel land della Baviera, fa parte del circondario di Bad Tölz-Wolfratshausen. 
La posizione geografica è estremamente interessante in quanto il borgo è situato nel preciso punto in cui gli ultimi rilievi alpini lasciano spazio all'altopiano bavarese che si estende verso nord. L'ambiente naturale è ricco di specie vegetali e animali. In particolare i boschi sono caratterizzati da un'elevata biodiversità con abeti, faggi, betulle, aceri, noccioli, sorbi e altre specie accessorie. La presenza del lago di Kochel mitiga il clima, fungendo da volano termico.